# 885
Cette page concerne l'année 885  du calendrier julien. Pour l'année 885 av. J.-C., voir 885 av. J.-C.
L'année 885 est une année commune qui commence un vendredi.

## Événements
- 6 avril : mort de Méthode, qui avait désigné pour lui succéder comme archevêque de Sirmium, Gorazd, né en Moravie. Le pape Étienne V, sous l'influence de Wiching, l'évêque allemand de Nitra, condamne à nouveau la liturgie slavone. Une violente réaction anti-byzantine éclate dans le pays. Les missionnaires francs poussent les disciples de Méthode hors de Moravie, ou les vendent comme esclaves. Naoum et Clément se réfugient chez les Bulgares où ils sont bien accueillis par Boris à Preslav, d’autres passent à Ohrid en Macédoine et en Dalmatie où ils établissent le slavon, qui se maintient jusqu’au XVIIIe siècle[1].

- Mai : assassinat du Normand Godfred, duc de Frise occidentale, sur ordre de Charles le Gros pour trahison à la parole donnée. Son beau-frère Hugues, fils de Lothaire II révolté, a les yeux crevés par ordre de l'empereur qui le fait enfermer à l'abbaye de Prüm[2].

- Juin : Charles le Gros reçoit à Ponthion les serments de ses sujets de Francie occidentale ; il ordonne une expédition contre les Vikings de Louvain qui échoue[3].

- 5 juillet[4] : prise de Rouen par les  Vikings venus de Louvain par terre ou par mer, rejoints par une bande venue d’Angleterre[3].

- 15 août : Théodard est sacré archevêque de Narbonne[5].

- Septembre : début du pontificat d'Étienne V (fin en 891)[6].

- 21 novembre : les moines de Saint-Wandrille, pour fuir les Vikings, se réfugient près de Chartres avec les reliques de leurs saints[7].
- 24 novembre : d'importantes forces normandes (30 000 hommes portés sur 700 navires) affluent vers Paris après avoir pris Rouen et la forteresse de Pontoise[3].
- 25 novembre : Siegfried (Sigfredhr), le chef des Vikings, est reçu par l’évêque Goslin. Il demande de traverser la ville pour installer ses hommes et leurs familles plus avant du fleuve. Les autorités locales refusent[8].
- 26 novembre : les Normands entreprennent le siège de Paris[8].
- 1er décembre : Ermessinde (veuve du comte Sunifred), et Quixile (sœur des comtes Guifred, Radulf et Miron, dans la Marche d'Espagne) sont mentionnées comme comtesses dans un acte de donation à l'abbaye Saint-Michel de Cuxa[9],[10].

- Guy, marquis de Spolète, rentré en grâce auprès de l'empereur Charles III le Gros, bat les Sarrasins du Garigliano[11] ; il impose son autorité en Italie et se pose en défenseur de la papauté.
- Campagne victorieuse du byzantin Nicéphore Phocas l'ancien en Italie du Sud (885-886)[12].